# The Unholy Wife
The Unholy Wife is een Amerikaanse misdaadfilm uit 1957 onder regie van John Farrow. Destijds werd de film in Nederland uitgebracht onder de titel Begeerte.

## Verhaal
De rijke wijnbouwer Paul Hochen maakt in een bar kennis met de blonde Phyllis. Hij wordt op slag verliefd op haar en ze trouwen. Phyllis begint zich al vlug te vervelen en ze krijgt een affaire met de rodeorijder San Sanders. Ze bedenkt een volmaakt plannetje om zich te ontdoen van haar rijke echtgenoot.

## Rolverdeling
| Acteur             | Personage              |
| ------------------ | ---------------------- |
| Diana Dors         | Phyllis Hochen         |
| Rod Steiger        | Paul Hochen            |
| Tom Tryon          | San Sanders            |
| Beulah Bondi       | Emma Hochen            |
| Marie Windsor      | Gwen                   |
| Arthur Franz       | Pastoor Stephen Hochen |
| Luis Van Rooten    | Ezra Benton            |
| Joe De Santis      | Gino Verdugo           |
| Argentina Brunetti | Theresa                |
| Steve Pendleton    | Bob Watkins            |
| Douglas Spencer    | Rechter                |
| Gary Hunley        | Michael                |
| James Burke        | Tom Watling            |
| Tol Avery          | Carl Kramer            |